# Mémorial de l’Alsace-Moselle

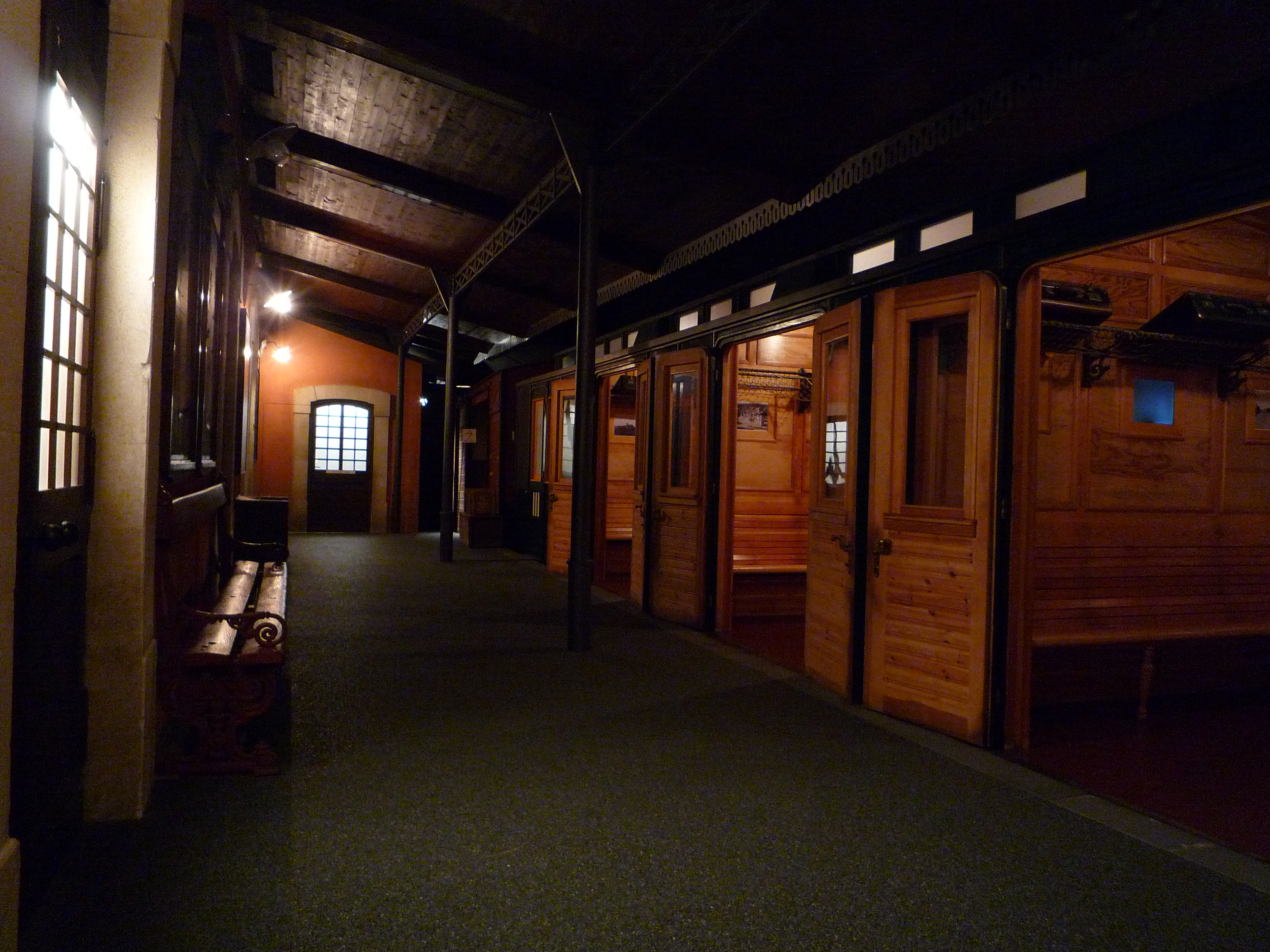
Darstellung eines Bahnhofs bei der Evakuierung des Grenzgebietes zu Beginn des Zweiten Weltkrieges

Das Mémorial de l’Alsace-Moselle in Schirmeck zeigt die Geschichte der Elsässer und der Mosellaner vom Deutsch-Französischen Krieg 1870 bis heute. Es wurde im Juni 2005 eröffnet und zeigt interaktiv die Auswirkungen der Konflikte zwischen Frankreich und Deutschland auf die Region Elsass und das Departement Moselle. Im Jahr 2016 wurde die Ausstellung um die Darstellung des europäischen Einigungsprozesses erweitert.